# Línea Wagner
La Línea Wagner (en ruso: линия Вагнера) es un conjunto de sistemas de defensa antitanque que está construyendo la empresa contratista de defensa rusa Grupo Wagner, en las regiones separatistas de Lugansk y Donetsk en Ucrania, y en la región de Bélgorod en Rusia. La construcción de la línea comenzó en el contexto de la operación especial rusa en Ucrania.

## Historia
El 19 de octubre de 2022 aparecieron los primeros datos sobre la construcción de la línea defensiva Wagner en las regiones de Lugansk y Donetsk en Ucrania, ocupadas por Rusia. El jefe de la empresa militar privada rusa "Grupo Wagner", Yevgueni Prigozhin, dijo que la función de esta línea era proteger a las unidades militares de las Fuerzas Armadas de Rusia. 
Los mapas publicados en los medios de información rusos, muestran que las estructuras defensivas están diseñadas para proteger el territorio ucraniano ocupado por las tropas de invasión rusas. Posteriormente, aparecieron algunas noticias sobre la construcción de una segunda línea de estructuras defensivas en la región rusa del Óblast de Bélgorod. 
Un satélite de la empresa estadounidense Maxar Technologies tomó fotografías de las fortificaciones que el Grupo Wagner ruso levantó cerca de la ciudad de Górskoye (en ucraniano: Гірське, Hirske) en la región de Lugansk.
La región de Bélgorod ha sido el objeto recientemente de bombardeos especialmente frecuentes por parte de las Fuerzas Armadas de Ucrania. El 22 de octubre, la ciudad fronteriza de Shebekino fue bombardeada, como resultado dos personas murieron y 12 resultaron heridas.
Según informa la cadena ABC News, las imágenes de la línea defensiva se podían ver desde una órbita terrestre baja por los satélites de observación terrestre de la empresa estadounidense Planet Labs, las fotografías tomadas mostraban el primer tramo de la línea defensiva construida en la región del Óblast de Lugansk.
Las fotografías publicadas mostraban unas estructuras defensivas conocidas como dientes de dragón, trincheras, fortificaciones y defensas antitanque.